# Olympique Gymnaste Club Nice (féminines)
Maillots
Actualités
La section féminine de l'Olympique Gymnaste Club Nice est un club de football féminin français basé à Nice (Alpes-Maritimes) et fondé en 2005.
L'équipe, actuellement entraînée par Matthieu Esposito, évolue en Division 2 depuis 2019.

## Histoire
Une équipe féminine de l'OGC Nice existe dans les années 1970, entraînée par Koczur Ferry et semble avoir disparu.
La section féminine est recréée en 2005.
En 2017, le club évolue en Régional 1 et échoue au dernier tour de la phase d'accession à la Division 2 face au Montauban FCTG. L'année suivante, les Aiglonnes sont battues au même stade de la compétition par le Havre AC, mais portent réclamation car les Havraises comptent 8 joueuses américaines dans leur effectif alors que les joueuses étrangères sont limitées à trois. Après avoir obtenu gain de cause, elles sont finalement déboutées en appel et doivent rester en Régional 1.
Après quatre échecs consécutifs en phase d'accession, les Niçoises parviennent enfin à obtenir leur promotion en Division 2 en 2019, grâce à une victoire face à Chatenoy-le-Royal. La première saison au niveau national est compliquée pour Nice, qui termine quatre points seulement devant le premier relégable, Amiens. Mais un mercato ambitieux leur permet de terminer quatrièmes de leur groupe la saison suivante, au moment de l'arrêt des compétitions à cause de la pandémie de Covid-19.

## Palmarès

### Titres et trophées
| Compétitions nationales                                     | Compétitions régionales |
| - Coupe de France - meilleure performance : 2e tour fédéral | - DH / Régional 1 (6) - Champion : 2013, 2015, 2016, 2017, 2018 et 2019 - Coupe de Côte d'Azur (7) - Vainqueur : 2012, 2013, 2014, 2015, 2016, 2017 et 2018 - Coupe de la Méditerranée (2) - Vainqueur : 2018 et 2019 |

### Saison après saison
| Évolution de l'OGC Nice dans la hiérarchie du football féminin français | Évolution de l'OGC Nice dans la hiérarchie du football féminin français | Évolution de l'OGC Nice dans la hiérarchie du football féminin français | Évolution de l'OGC Nice dans la hiérarchie du football féminin français |
| ----------------------------------------------------------------------- | ----------------------------------------------------------------------- | ----------------------------------------------------------------------- | ----------------------------------------------------------------------- |
| Niveau I                                                                | Niveau II                                                               | Niveau III                                                              | Niveau IV                                                               |
| Division 1                                                              | Division 2                                                              | Division 3                                                              | DH Méditerranée                                                         |
|                                                                         |                                                                         |                                                                         | 2009-2010                                                               |
| Division 1                                                              | Division 2                                                              | DH Méditerranée                                                         | District                                                                |
|                                                                         |                                                                         | 2010-2017                                                               |                                                                         |
| Division 1                                                              | Division 2                                                              | Régional 1                                                              | District                                                                |
|                                                                         |                                                                         | 2017-2019                                                               |                                                                         |
|                                                                         | depuis 2019                                                             |                                                                         |                                                                         |

## Personnalités

### Dirigeants
Pascal Rien (depuis 2017)

### Entraîneurs
Entraîneur principal :  Matthieu Esposito (depuis 2018)
Préparateur physique :  Thomas Piton 
Entraîneur des gardiens :  Élie Bordas (depuis 2018)

### Effectif actuel
Le tableau suivant dresse la liste des joueuses faisant partie de l'effectif du club niçois pour la saison 2021-2022.
En grisé, les sélections de joueuses internationales chez les jeunes mais n'ayant jamais été appelés aux échelons supérieur une fois l'âge limite dépassé.